# Montréal (Ardèche)
Montréal település Franciaországban, Ardèche megyében. Lakosainak száma 569 fő (2022. január 1.). Montréal Chauzon, Labeaume, Largentière, Laurac-en-Vivarais, Sanilhac és Uzer községekkel határos.

## Népesség
A település népességének változása:
| Lakosok száma | 290  | 324  | 381  | 492  | 574  | 574  | 572  | 581  | 577  | 569  |
|               | 1968 | 1982 | 1990 | 2006 | 2013 | 2015 | 2017 | 2019 | 2020 | 2022 |